# Кашицкий, Франтишек
Франтишек Кашицкий (словац. František Kašický; 18 ноября 1968, Гелница, ЧССР) — словацкий политический, государственный и дипломатический деятель. Министр обороны Словакии (2006—2008), посол Словакии в НАТО, Норвегии и Исландии.

## Биография
В 1987 - 1991 годах учился в Военно-педагогическом университете в Братиславе. В 1995 году продолжил учёбу в Германии в  Академия информации и связи немецкой федеративной армии в Штраусберге. В 1996 году получил диплом философского факультета Университета им. Коменского в Братиславе.
В 1992 году стажировался во внутреннем командном центре в Германии. В 1996 г. прошёл спецкурс для военных спикеров (Швейцария).
В 2000 - 2001 годах слушал лекции в	Институте оборонного языка (Техас, США) и Школе оборонной информации (Мэриленд, США). В 2003 г. — в ЦРУ закончил Курс специальной разведки (Семинар по управлению операциями США).
Работал чиновником в Министерстве обороны Словакии: пресс-секретарь, заместитель директора аппарата министра и помощник госсекретаря. В 2001–2003 годах был директором аппарата министра и одновременно пресс-секретарём. Затем до 2004 года – директор одного из ведомственных спецслужб. В 2004–2006 годах работал в словацком парламенте, был секретарём комитета по нацобороне и безопасности.
С июля 2006 года по январь 2008 года по рекомендации партии Курс — социальная демократия занимал пост министра обороны в правительстве Роберта Фица. Ушёл с этой должности в связи с критикой правильности проводимых министерством тендеров. Его сменил на этой должности  Ярослав Башка. 
Продолжил работу в дипломатическом секторе. В том же году назначен послом Словакии при НАТО, занимал эту должность до 2013 года. Затем до 2017 года работал послом в Норвегии с одновременной аккредитацией в Исландии. После окончания миссии оставался в структуре МИД .

## Семейное положение
Женат, имеет двоих детей.